# 小行星1589
小行星1589（1589 Fanatica）是一颗绕太阳运转的小行星，为主小行星带小行星。该小行星于1950年9月13日发现。
該小行星以「狂熱」的西班牙語命名，以紀念阿根廷第一夫人伊娃·裴隆。

## 轨道参数
小行星1589的轨道半长轴为2.4169091 UA，离心率为0.093。